# Gluggafoss
Gluggafoss (również Merkjárfoss) – wodospad w południowej Islandii na rzece Merkjá.
Wodospad ten osiąga wysokość 53 metrów. Ma dwie części: górną o długości 45 metrów, płynącą w wąskim zagłębieniu i dolną, 8-metrową, płynącą w kilku strugach.
Górna część wodospadu przepływa przez palagonit lub tuf, dolna natomiast przez bazaltową półkę. Charakterystyczne dla geologii Gluggafoss są otwory i tunele utworzone przez rzekę w górnej miękkiej części podłoża. Noszą one w języku islandzkim nazwę gluggar (okno). Otwory te pozwalają obserwatorom u podstawy wodospadu widzieć częściowo ukryty przepływ wody. Do roku 1947 górna część wodospadu była widoczna tylko przez trzy takie pionowe otwory. W tym roku wybuchła Hekla, odległa o ok. 30 km, w efekcie czego rzeką Merkjá popłynęły popioły wulkaniczne, które zatkały tunele Gluggafoss, co spowodowało zmianę drogi przepływu wody w wodospadzie. Dopiero po prawie 50 latach erozja zniszczyła powstałe blokady.
Do wodospadu można dotrzeć drogą nr 261, jest on zlokalizowany około 17,3 km od Hvolsvöllur.